# Halterofilia en los Juegos Olímpicos de Londres 2012 – Menos de 77 kg masculino
El evento de menos de 77 kg masculino de halterofilia en los Juegos Olímpicos de Londres 2012 tuvo lugar el 1 de agosto en el Centro de Exposiciones ExCeL.
La puntuación total consistía en la suma de los mejores resultados del levantador en cada uno snatch y el clean and jerk, con tres levantamientos permitidos para cada levantador. En caso de empate, el levantador más liviano sería el ganador, y si persiste el empate, el levantador que utilizó el menor número de intentos para lograr la puntuación total sería el ganador.

## Resultados
| Puesto            | Atleta                     | Grupo | Peso corporal | Snatch (kg) | Snatch (kg) | Snatch (kg) | Snatch (kg) | Clean & Jerk (kg) | Clean & Jerk (kg) | Clean & Jerk (kg) | Clean & Jerk (kg) | Total |
| Puesto            | Atleta                     | Grupo | Peso corporal | 1           | 2           | 3           | Resultado   | 1                 | 2                 | 3                 | Resultado         | Total |
| ----------------- | -------------------------- | ----- | ------------- | ----------- | ----------- | ----------- | ----------- | ----------------- | ----------------- | ----------------- | ----------------- | ----- |
| Medalla de oro    | Lu Xiaojun (CHN)           | A     | 76.62         | 170         | 175         | 177         | 175         | 195               | 204               | 204               | 204               | 379   |
| Medalla de plata  | Lu Haojie (CHN)            | A     | 76.37         | 170         | 175         | -           | 170         | 190               | 191               | —                 | 190               | 360   |
| Medalla de bronce | Iván Cambar (CUB)          | A     | 76.70         | 150         | 155         | 160         | 155         | 190               | 194               | —                 | 194               | 349   |
| 4                 | Chatuphum Chinnawong (THA) | A     | 76.64         | 157         | 161         | 162         | 157         | 191               | 195               | 195               | 191               | 348   |
| 5                 | Ibrahim Ramadan (EGY)      | A     | 76.79         | 150         | 155         | 155         | 155         | 192               | 192               | 197               | 192               | 347   |
| 6                 | Andrés Mata (ESP)          | B     | 76.93         | 145         | 150         | 153         | 150         | 183               | 188               | 190               | 188               | 338   |
| 7                 | Krzysztof Zwarycz (POL)    | A     | 76.97         | 150         | 153         | 154         | 150         | 182               | 182               | 189               | 182               | 332   |
| 8                 | Felix Ekpo (NGR)           | B     | 76.23         | 146         | 151         | 151         | 151         | 180               | 188               | 188               | 180               | 331   |
| 9                 | Kirill Pavlov (KAZ)        | B     | 76.77         | 138         | 143         | 147         | 147         | 165               | 175               | 175               | 175               | 322   |
| 10                | Jack Oliver (GBR)          | B     | 76.45         | 135         | 135         | 140         | 140         | 160               | 165               | 170               | 170               | 310   |
| 11                | Toafitu Perive (SAM)       | B     | 75.95         | 117         | 122         | 125         | 122         | 157               | 163               | 167               | 167               | 289   |
| —                 | Sa Jae-Hyouk (KOR)         | A     | 76.56         | 158         | 162         | —           | 158         | —                 | —                 | —                 | —                 | DNF   |